# Kalasam

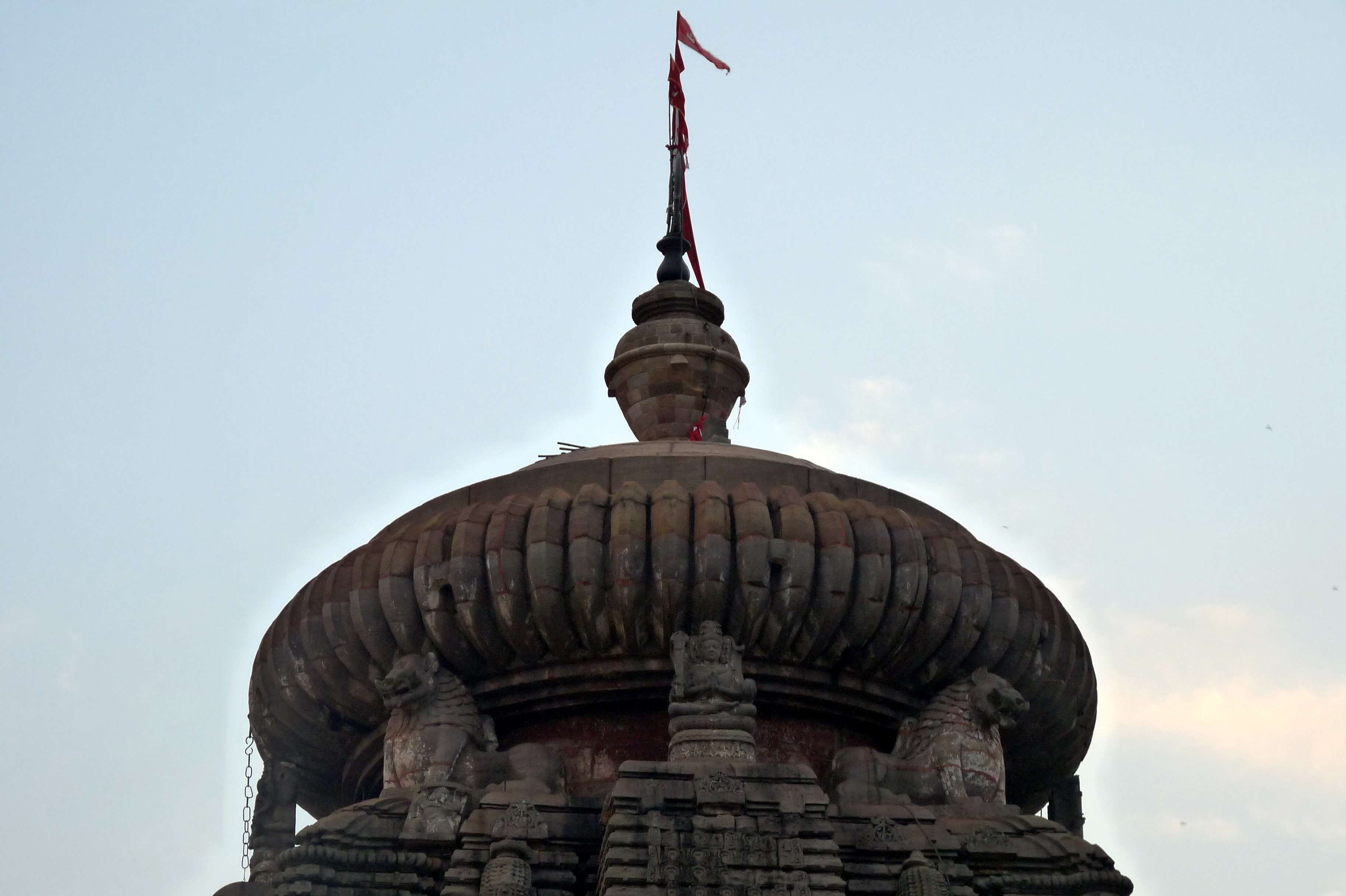
Kalasam au-dessus d'un amalaka au sommet du temple Lingaraj à Bhubaneswar (Inde).

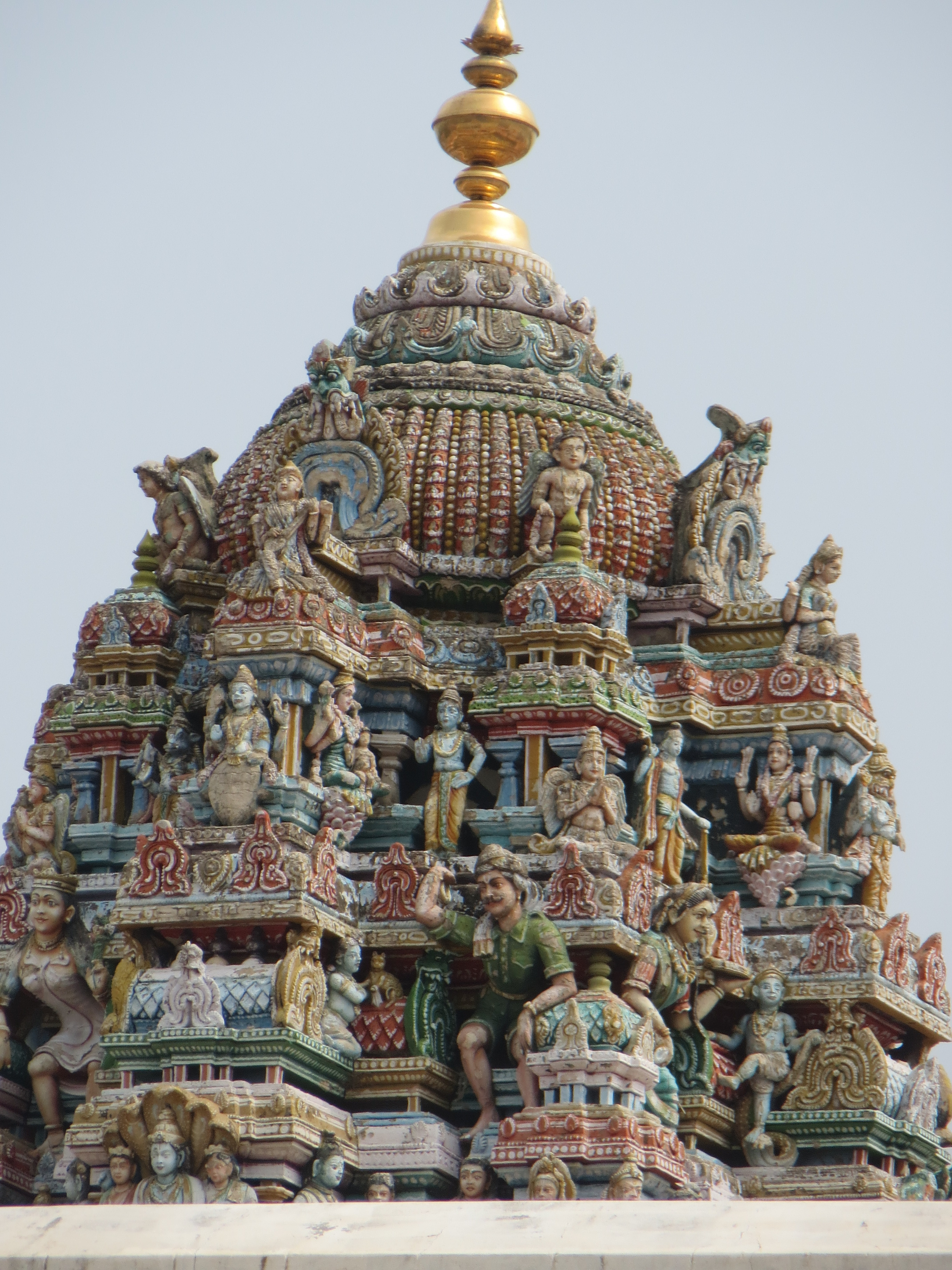
Kalasam doré au sommet d'un gopura au Tamil Nadu (Inde)

Un kalasam (ou kalasa ou kalash) est un fleuron généralement placé au sommet des tours des temples hindous. Ces kalasams, qui ont une forme de bulbe et dont la pointe est tournée vers le ciel, sont des éléments marquants de l'architecture de ces temples.
Le kalasam est une représentation architecturale du kalasha, vase liturgique considéré comme sacré et source d'abondance dans le jaïnisme et l'hindouisme.
Lors du renouvellement périodique du temple (qui est appelé samprokshanam ou kumbhabishekam lorsqu'il s'agit d'un festival), les kalasams sont souvent changés.
La plupart des kalasams sont en métal (tel le cuivre) et certains en pierre. La vue du gopura (la tour du temple) est l'un des rituels importants du culte hindou, tout comme la vue du dwajasthambam ou du kodimaram (mât du drapeau). Ces gopuram sont généralement surmontés de kalasams ornementaux.
Les kalasams sont traditionnellement remplis de céréales ; il s'agit d'une ancienne tradition qui visait à garantir qu'en cas d'inondation ou de catastrophe, les céréales puissent être plantées en utilisant les réserves des kalasams. Tous les 12 ans, le grain contenu dans les kalasams du temple est rempli à nouveau et changé pendant une cérémonie durant un festival.
Les kalasams, dont la valeur peut être importante, font parfois l'objet de vols,,.